# 240

## Nașteri
- 22 decembrie: Dioclețian împărat roman (284-305) (d. 316)
- dată necunoscută: Maximian  (d. 310)
- dată necunoscută: Zenobia  (d. 275)
- dată necunoscută: Lactanțiu scriitor latin (d. 317)
- dată necunoscută: Lucian de Antiohia  (d. 312)
- dată necunoscută: Pamfil din Cezareea  (d. 309)

## Decese
- dată necunoscută: Tertulian  (n. 150)
- dată necunoscută: Diogene Laerțiu biograf roman din secolul al III-lea al filosofilor greci (n. 180)
- dată necunoscută: Sextus Julius Africanus  (n. 160)
- dată necunoscută: Sabinianus (uzurpator)  (n. ?)